# Jared Staal

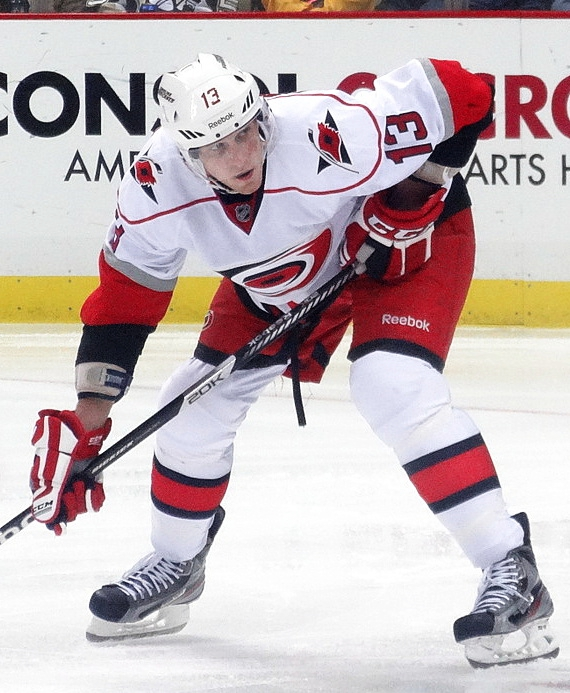
Jared Staal med NHL-laget Carolina Hurricanes.

Jared John Staal, född 21 augusti 1990 i Thunder Bay, Ontario, är en kanadensisk före detta professionell ishockeyspelare.

## Spelarkarriär
Staal valdes som 49:e spelare totalt av Phoenix Coyotes i NHL-draften 2008. 
Säsongen 2012–13 debuterade han i NHL med Carolina Hurricanes, men det blev endast tre matcher i NHL innan han tillbringade resten av karriären med Charlotte Checkers i AHL, South Carolina Stingrays i ECHL och Edinburgh Capitals i EIHL.
Han meddelade den 11 juni 2018 att han avslutar karriären. 

## Privatliv
Staal har tre bröder som spelar i NHL: Eric, Marc och Jordan.